# Фалагейра
Фалагейра (порт. Falagueira)  —  район (фрегезия) в Португалии,  входит в округ Лиссабон. Является составной частью муниципалитета  Амадора. Находится в составе крупной городской агломерации Большой Лиссабон. По старому административному делению входил в провинцию Эштремадура. Входит в экономико-статистический  субрегион Большой Лиссабон, который входит в Лиссабонский регион. Население составляет 14 530 человек на 2011 год. Занимает площадь 1,45 км².
Покровителем района считается Дева Мария (порт. Maria).

## Население
| Население фрегезии Фалагейра (2001 – 2011) | Население фрегезии Фалагейра (2001 – 2011) |
| ------------------------------------------ | ------------------------------------------ |
| 2001                                       | 2011                                       |
| 14 436                                     | 14 530                                     |